# José Song Sui-Wan
José Song Sui-Wan (SDB), né le 16 mai 1941 à Shanghai, et mort le 15 novembre 2012 à Campinas au Brésil, est un prélat catholique brésilien  d'origine chinoise.

## Biographie
Sui-wan  s'enfuit en 1948 avec sa famille de Shanghai à Hong Kong. La famille émigre plus tard vers le Brésil. Sui-wan est ordonné prêtre en 1971 dans l'ordre des salésiens. 
En 2002, il est nommé évêque de São Gabriel da Cachoeira.
José Song Sui-Wan prend sa retraite en 2009, pour des raisons de santé.